# Grafschaft Königsegg-Rothenfels

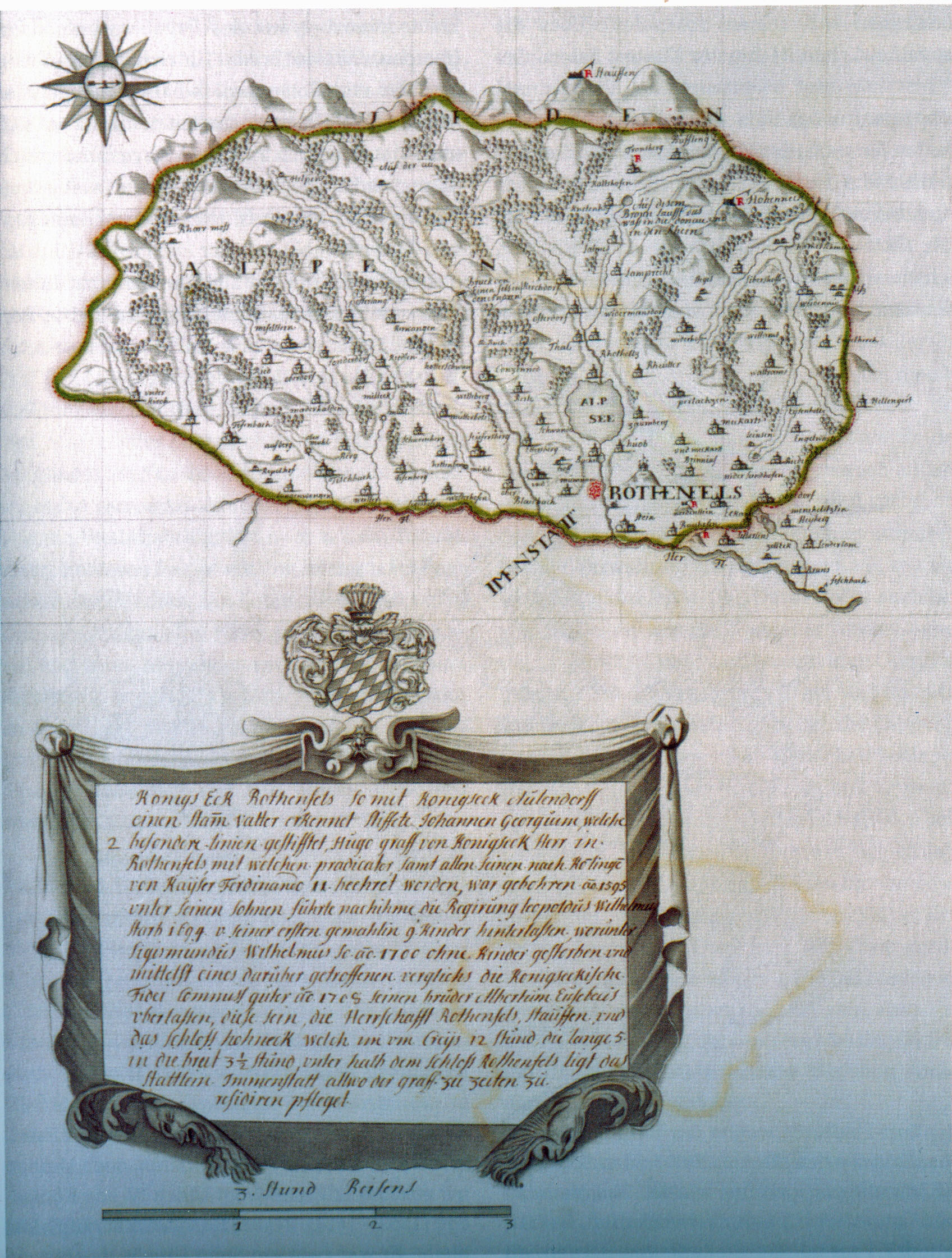
Karte der Grafschaft Königsegg-Rothenfels aus dem Atlas des Schwäbischen Kreises von Jacques Michal (1715–1725)

Die Reichsgrafschaft Königsegg-Rothenfels war ein bis zum Jahr 1804 bestehendes, für 563 Jahre reichsunmittelbares Kleinstterritorium des Heiligen Römischen Reichs im heutigen Landkreis Oberallgäu. Namensgebend war die Burg Rothenfels bei Immenstadt im Allgäu.

## Geschichte
Im Jahr 1243 kaufte Kaiser Friedrich II. Teile der Albgaugrafschaft von Hartmann I. von Grüningen. Der Kaufpreis betrug, zusammen mit Eglofs, 3200 Mark (etwa 745 kg Silber), was als sehr große Summe bezeichnet wurde. Von diesem Zeitpunkt an bis zum Jahr 1804 war das Gebiet reichsunmittelbar, das heißt, es unterstand direkt dem König bzw. Kaiser, genoss direkt dessen Schutz und war nur ihm zu Abgaben und Diensten verpflichtet.
Zuvor stand die Gegend im Besitz des Klosters von St. Gallen, da „868 am 29 December ein gewisser Chadold aus dem Albegeue (Allgäu) sein Eigenthum in Staufen dem Kloster Sankt Gallen übergab“, wie Aloys Adalbert Waibel 1854 untermauert. Damit wäre St. Gallen mit dem Gebiet der späteren Grafschaft seit dem 8. Jahrhundert an das Stift Kempten angrenzend gewesen (Grenzverlauf zwischen Niedersonthofen und Memhölz).

Wappen der Herren von Montfort-Tettnang

Wappen der Herren von Königsegg

Das Gebiet unterstand am Ende des 11. Jahrhunderts den Grafen von Buchhorn. Nach diesen wurde sie von den Welfen beansprucht, kam aber an die Grafen von Kirchberg.
Die Herren von Montfort-Tettnang erwarben 1332 die Herrschaft samt Burg Rothenfels. Das nahe der Burg gelegene Dorf Imendorf wurde von ihnen zur Nebenresidenzstadt Immenstadt. Diese wurde Hauptresidenz der hier ab 1439 begründeten Nebenlinie Tettnang-Rothenfels. Unter den Montfort wurde das Gebiet 1471 zur Grafschaft erhoben, verbunden mit der Errichtung eines eigenen Landgerichts. 1526 erlosch die Hauptlinie der Montforts (Tettnang-Tettnang), und die Rothenfelser nannten sich Tettnang-Rothenfels-Tettnang, und verlegten zunehmend ihren Hauptsitz. Dieses Haus erlosch 1574 und wurde von der steiermärkischen Linie der Tettnang-Bregenz-Beckach (-Peggau) beerbt.
1565 verkaufte Graf Ulrich als letzter Graf der Linie Tettnang-Rothenfels-Tettnang die Grafschaft an seinen Schwager Johann Jakob von Königsegg. Das Haus Königsegg spaltete sich 1588 in die Linien Königsegg-Rothenfels und Königsegg-Aulendorf. Hauptort der Grafschaft und Regierungssitz war Immenstadt. 1785 wurde die Grafschaft noch um die Herrschaft Werdenstein erweitert.
Die Grafschaft Rothenfels kam im Jahr 1804 mit etwa 13.000 Einwohnern und rund 450 Quadratkilometern Fläche kurz zu Österreich. Franz Fidel von Königsegg-Rothenfels, erhielt dafür Güter in Österreich und Ungarn. Am 16. Dezember 1805 ging das Gebiet durch den Pressburger Frieden an das Königreich Bayern und kam mit diesem 1871 zum Deutschen Reich.